# My Love Is Your Love (Lied)
My Love Is Your Love (englisch für „Meine Liebe ist deine Liebe“) ist ein Lied der US-amerikanischen Sängerin Whitney Houston. Der Song erschien am 17. November 1998 auf ihrem gleichnamigen vierten Studioalbum My Love Is Your Love und wurde am 31. Mai 1999 als vierte Single aus diesem veröffentlicht.

## Inhalt
My Love Is Your Love ist ein Liebeslied und wird von Whitney Houston aus der Perspektive des lyrischen Ichs gesungen. Sie singt von der unzerstörbaren Liebe zu einer anderen Person. Solang diese an ihrer Seite sei, sei es egal, ob sie vor dem Jüngsten Gericht stehe, im dritten Weltkrieg aufwache oder obdachlos sei. Nichts könne sie auseinander bringen und auch wenn sie heute sterben sollte, werde sie auf ihn im Jenseits warten. Meist wird Whitney Houstons Stimme durch Hintergrundgesang begleitet und auch ihre Tochter Bobbi Kristina Brown ist mehrfach kurz zu hören.

’Cause your love is my love

And my love is your love

It would take an eternity to break us

And the chains of Amistad couldn’t hold us

## Produktion

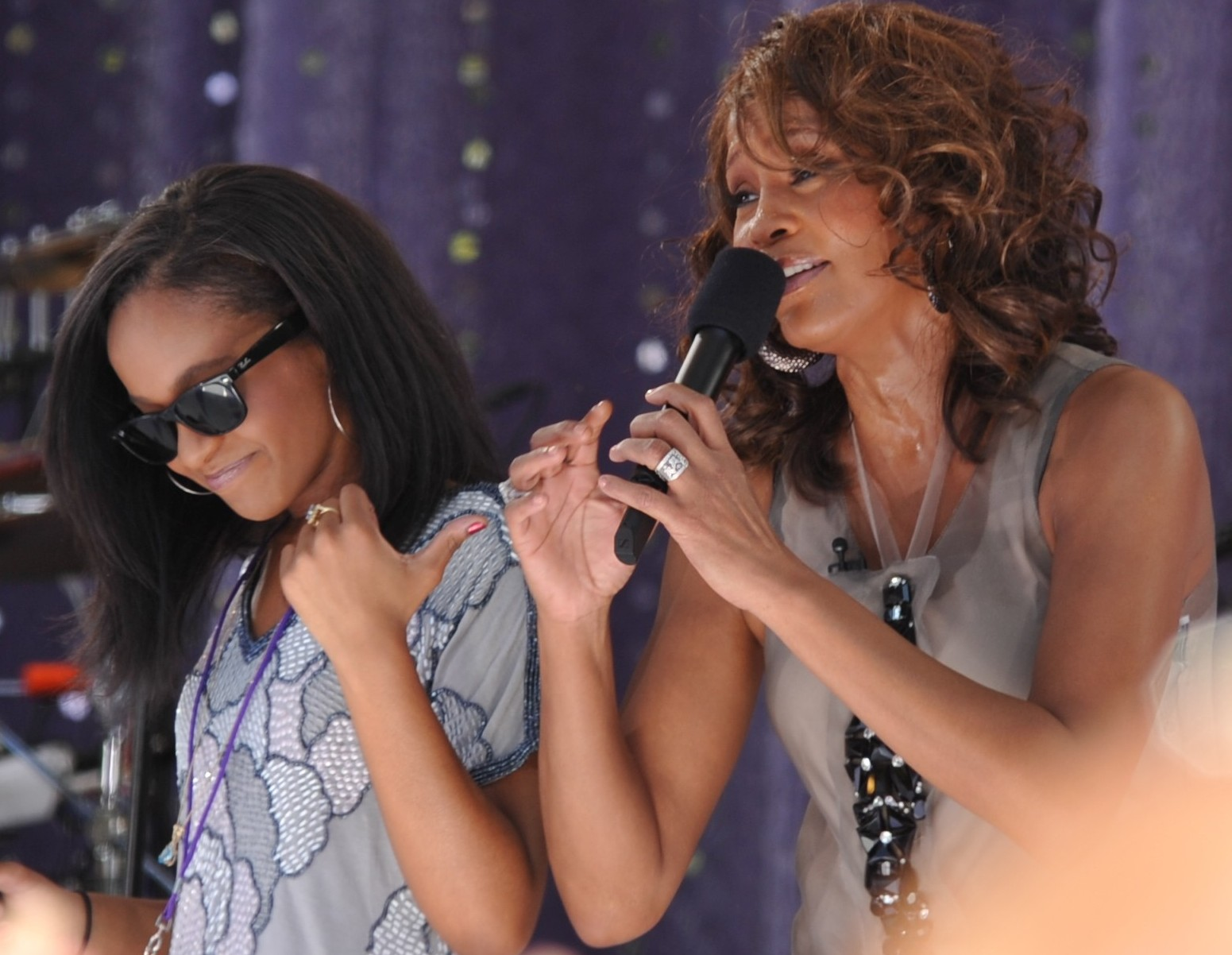
Whitney Houston bei einem Liveauftritt mit My Love Is Your Love (2009)

Das Lied wurde von Wyclef Jean und Jerry Duplessis produziert, die beide auch als Autoren fungierten.

## Musikvideo
Bei dem zu My Love Is Your Love gedrehten Musikvideo führte Kevin Bray Regie. Es verzeichnet auf YouTube über 105 Millionen Aufrufe (Stand: Oktober 2024). Das Video spielt in einer amerikanischen Großstadt, die von einem Stromausfall betroffen ist. Whitney Houston singt den Song auf den Straßen, während Menschen in ihrer Umgebung tanzen, darunter auch ein Liebespaar. Zudem findet ein Polizeieinsatz statt, bei dem ein Mann verhaftet wird. Teilweise werden Whitney Houstons Gesicht und die Gesichter der Leute in Nahaufnahme gezeigt. Schließlich tritt sie auf einer Bühne auf der Straße auf, während Wyclef Jean als DJ zu sehen ist und das Publikum ihnen zujubelt.

## Single

### Covergestaltung
Das Singlecover ist in rötlichen Farbtönen gehalten und zeigt Whitney Houston, die ihre Hände ineinander gelegt hat und vom Betrachter aus gesehen nach rechts blickt. Rechts im Bild befinden sich die weißen Schriftzüge Whitney Houston und my love is your love. Im Hintergrund sind verschwommene Lichter zu sehen.

### Titellisten
Single
1. My Love Is Your Love (Radio Edit) – 4:03
2. My Love Is Your Love (Wyclef Mix) – 4:23

Maxi 1
1. My Love Is Your Love (Radio Edit) – 4:03
2. My Love Is Your Love (Wyclef Mix) – 4:23
3. My Love Is Your Love (Salaam Remi Remix) – 4:12
4. It’s Not Right but It’s Okay (KCC’s Release The Love Groove Bootleg Mix) – 7:04

Maxi 2
1. My Love Is Your Love (Radio Edit) – 4:04
2. My Love Is Your Love (Wyclef Mix feat. Dyme) – 4:22
3. My Love Is Your Love (Jonathan Peters Tight Mix) – 8:23
4. My Love Is Your Love (Thunderpuss Radio Mix) – 4:11
5. My Love Is Your Love (Marvel & Eily South Side Mix) – 7:14

### Chartplatzierungen
My Love Is Your Love stieg am 14. Juni 1999 auf Platz 39 in die deutschen Singlecharts ein und erreichte vier Wochen später mit Rang zwei die beste Platzierung, auf der es sich vier Wochen lang hielt. Insgesamt war der Song 26 Wochen in den Top 100 vertreten, davon 15 Wochen in den Top 10. Besonders erfolgreich war die Single in Neuseeland, wo sie die Chartspitze belegte. Weitere Top-10-Platzierungen gelangen unter anderem im Vereinigten Königreich, in der Schweiz, in Österreich, Schweden, den Vereinigten Staaten, Norwegen, Belgien und Frankreich. In den deutschen Single-Jahrescharts 1999 erreichte das Lied Position fünf.
| ChartsChartplatzierungen       | Höchstplatzierung | Wochen |
| ------------------------------ | ----------------- | ------ |
| Deutschland (GfK)              | 2 (26 Wo.)        | 26     |
| Österreich (Ö3)                | 2 (24 Wo.)        | 24     |
| Schweiz (IFPI)                 | 2 (36 Wo.)        | 36     |
| Vereinigte Staaten (Billboard) | 4 (28 Wo.)        | 28     |
| Vereinigtes Königreich (OCC)   | 2 (13 Wo.)        | 13     |

| ChartsJahrescharts (1999)      | Platzierung |
| ------------------------------ | ----------- |
| Deutschland (GfK)              | 5           |
| Österreich (Ö3)                | 6           |
| Schweiz (IFPI)                 | 5           |
| Vereinigte Staaten (Billboard) | 73          |
| Vereinigtes Königreich (OCC)   | 25          |

### Auszeichnungen für Musikverkäufe
My Love Is Your Love erhielt noch im Jahr 1999 in Deutschland für mehr als 500.000 verkaufte Einheiten eine Platin-Schallplatte. Im Vereinigten Königreich wurde es 2016 für über 600.000 Verkäufe ebenfalls mit Platin ausgezeichnet. In den Vereinigten Staaten erhielt das Lied 2025 für mehr als zwei Millionen verkaufte Exemplare Doppel-Platin.

| Land/Region                  | Auszeichnungen für Musikverkäufe (Land/Region, Auszeichnung, Verkäufe) | Verkäufe  |
| ---------------------------- | ---------------------------------------------------------------------- | --------- |
| Belgien (BRMA)               | Gold                                                                   | 25.000    |
| Dänemark (IFPI)              | Gold                                                                   | 45.000    |
| Deutschland (BVMI)           | Platin                                                                 | 500.000   |
| Frankreich (SNEP)            | Silber                                                                 | 125.000   |
| Neuseeland (RMNZ)            | Platin                                                                 | 30.000    |
| Niederlande (NVPI)           | Gold                                                                   | 50.000    |
| Österreich (IFPI)            | Platin                                                                 | 50.000    |
| Schweden (IFPI)              | Platin                                                                 | 80.000    |
| Schweiz (IFPI)               | 2× Platin                                                              | 100.000   |
| Vereinigte Staaten (RIAA)    | 2× Platin                                                              | 2.000.000 |
| Vereinigtes Königreich (BPI) | Platin                                                                 | 600.000   |
| Insgesamt                    | 1× Silber · 3× Gold · 9× Platin ·                                      | 3.605.000 |

Hauptartikel: Whitney Houston/Auszeichnungen für Musikverkäufe